# Gaston Rahier
Gaston Rahier (nacido el 1 de febrero de 1947 en Chaineux - fallecido el 8 de febrero de 2005) fue un piloto de motos belga, ganador del Rally Dakar en dos ocasiones con una motocicleta BMW.
Ganó más de 30 competiciones de motocross y fue tres veces campeón del mundo en la categoría de 125cc. Fue elegido deportista belga del año en 1985.

## Palmarés
- Tres veces campeón del mundo de motocross en 1975, 1976 y 1977 en la categoría de 125cc
- Vencedor del Rally Dakar en 1984 y 1985
- Campeón del rally de los faraones en 1984, 1985 y 1988.

## Resultados

### Rally Dakar
| Año     | Clase  | Vehículo | Posición | Etapas |
| ------- | ------ | -------- | -------- | ------ |
| 1983    | Motos  | BMW      | Ret.     | 1      |
| 1984    | Motos  | BMW      | 1.º      | 3      |
| 1985    | Motos  | BMW      | 1.º      | 4      |
| 1986    | Motos  | BMW      | 14.º     | 2      |
| 1987    | Motos  | BMW      | 3.º      | 4      |
| 1988    | Motos  | Suzuki   | 5.º      | 2      |
| 1989    | Motos  | Suzuki   | 11.º     | -      |
| 1990    | Motos  | Suzuki   | 9.º      | 1      |
| 1991    | Motos  | Suzuki   | 13.º     | -      |
| 1992    | Coches | Buggy    | Ret.     | -      |
| Fuente: |        |          |          |        |